# Estany d'Airoto
L'estany d'Airoto, a 2.204 m d'altitud, és amb 19 ha de superfície i 42 m de fondària màxima un dels estanys grans i profunds dels Pirineus catalans. Té una conca relativament petita, de 160 ha, orientada de nord a sud, amb el Tuc de Bonabé (2.720 m) al nord i el pic de Qüenca (2.633 m) al sud-est com a punts més alts.
Tant l'estany d'Airoto com el conjunt d'estanys que l'envolten il·lustren molt bé les diferents etapes en l'ontogènia dels estanys, des de la fase inicial com un estany de muntanya pròpiament dit fins a la conversió en una mollera després del rebliment progressiu. A més, tenen la singularitat que el rosari d'estanys està connectat, no pas per rierols superficials com és habitual, sinó per l'aigua que circula per sota de les tarteres, molt desenvolupades en aquesta vall. També pot ser que hi hagi connexió amb aigües subterrànies.
La conca es troba coberta de vegetació només en la meitat de la seva superfície. La vegetació dominant són els gespets, prats de Festuca eskia, i en menor proporció els prats de sudorn (Festuca paniculata), els neretars (matolls de neret, Rhododendron ferrugineum) i les pinedes de pi negre (Pinus uncinata), amb neret al sotabosc que envolta part de l'estany. A l'estany no hi ha cap espècie de planta aquàtica. És un estany mesotròfic, amb una concentració de nutrients relativament alta comparat amb altres estanys d'alta muntanya.
L'estany és un indret popular per a la pesca; hi ha introduït truita comuna (Salmo trutta) i també barb roig (Phoxinus phoxinus).
En aquest moment es troben englobats dins del Parc Natural de l'Alt Pirineu. L'estat ecològic és bo segons la classificació de la Directiva Marc de l'Aigua. Tot i la presència d'un refugi lliure al costat, sembla que la mesotròfia de l'estany li ve per causes naturals.